# 克里夫·羅勃遜
克利佛·派克·“克里夫”·羅勃遜三世（英語：Clifford Parker "Cliff" Robertson III，1923年9月9日—2011年9月10日），美國演員，曾經憑《落花流水春去也》獲得奧斯卡最佳男主角獎。晚年的演出作品中，則以《蜘蛛人三部曲》中的班·帕克一角為影迷所知。